# Димостенис Абадзопулос
Димостенис Йоани Абадзопулос (на гръцки: Δημοσθένης Ιωάννη Αμπατζόπουλος) е гръцки политик от началото на XX век, депутат от Солун и Кукуш и областен управител на Кукуш.

## Биография
Роден е в 1893 година в македонския град Солун, който тогава е в Османската империя. Занимава се с търговия. Избран е за първи път за депутат от Солун при вторите избори през 1926 година с партията Съюз на либералите, получавайки 2080 гласа. На изборите в 1933 година е избран отново за депутат от Солун, но изборът му е касиран на 23 май същата година. Избран е за трети път с Народната партия от Кукуш в 1935 година.
След освобождението на Гърция, от 6 септември до 7 ноември 1944 година е областен управител на Кукуш.
Отново е избран за депутат от Кукуш в 1946 година с Народната партия, като получава 4427 гласа.
Умира в Солун на 25 февруари 1957 година и на следващия ден е погребан в църквата „Света София“.